# Perri O'Shaughnessy
Perri O'Shaughnessy este numele de autor a două surori, Mary și Pamela O'Shaughnessy, scriitoare de thriller americane.